# ワールドカップ競技場駅 (ソウル特別市)
ワールドカップ競技場駅（ワールドカップ・キョンギジャンえき）は、大韓民国ソウル特別市麻浦区にある、ソウル交通公社6号線の駅である。駅番号は619。城山という副駅名がある。

## 歴史
- 2000年12月15日 - 開業。

## 駅構造
相対式ホーム2面2線の地下駅。

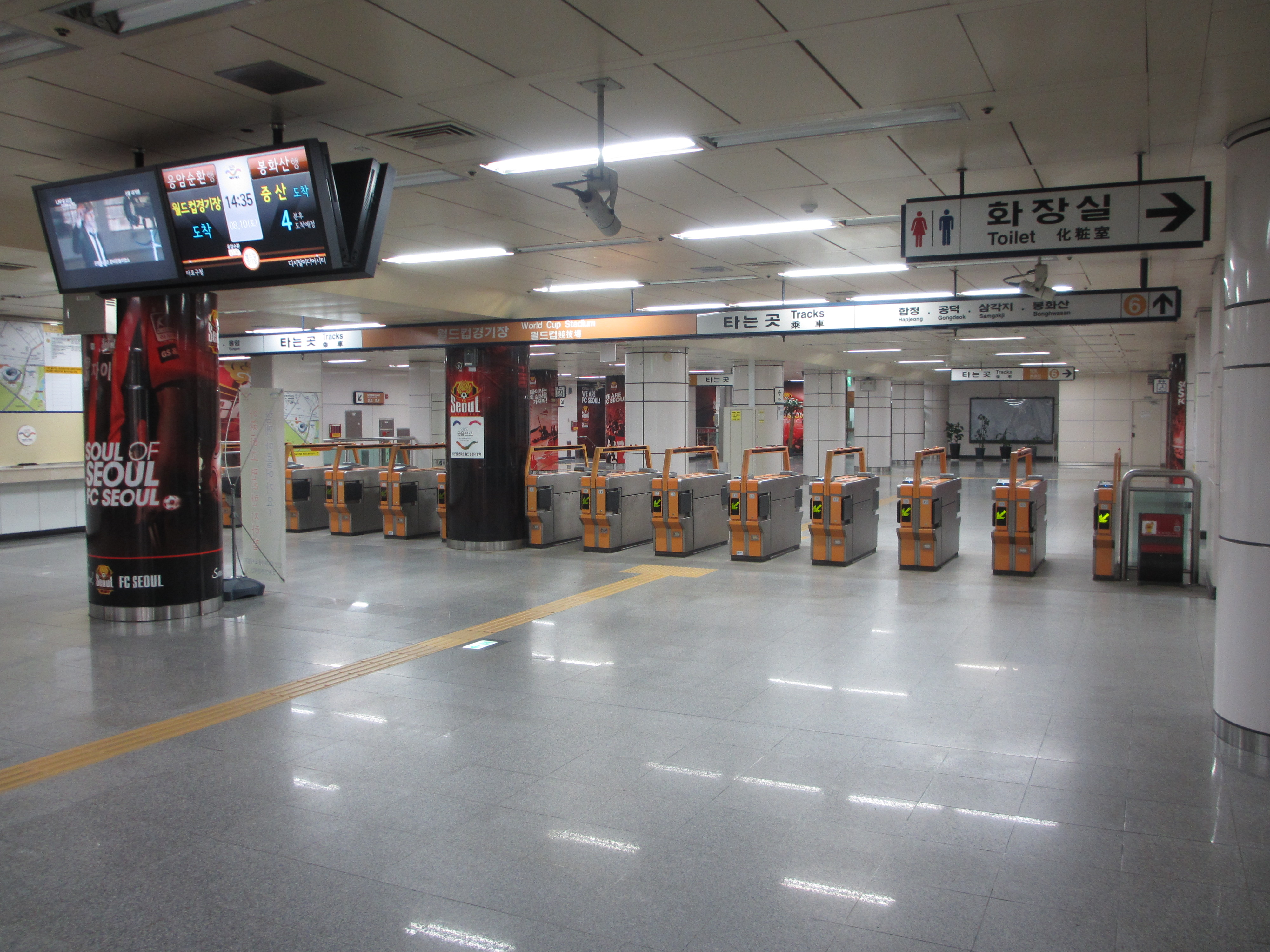
改札口

改札口は地下1階にあり、鷹岩方に2ヶ所、烽火山方に1ヶ所改札口がある。それぞれ独立しており、コンコースなどではつながっていない。鷹岩方から2・3番出入口に、烽火山方から1番出入口に繋がる。2・3番出入口は扇状の形をしている。
鷹岩方の改札近くの化粧室では2002年ワールドカップの写真を展示している。また、カラフルな壁が映画『猟奇的な彼女』で使用された。ホームの柱にはFCソウルの選手たちの写真がプリントされている。

### のりば
案内上ののりば番号は設定されていない。
| 上り | 6号線 | デジタルメディアシティ・鷹岩方面 |
| 下り | 6号線 | 合井・孔徳・東廟前・新内方面     |

## 利用状況
近年の一日平均利用人員推移は下記のとおり。なお、2000年は開業日の12月15日から12月31日までの17日間の平均である。
| 路線  | 路線     | 2000年 | 2001年 | 2002年 | 2003年 | 2004年 | 2005年 | 2006年 | 2007年 | 2008年 | 2009年 | 出典  |
| ----- | -------- | ------ | ------ | ------ | ------ | ------ | ------ | ------ | ------ | ------ | ------ | ----- |
| 6号線 | 乗車人員 | 1,198  | 1,655  | 6,183  | 8,562  | 10,686 | 10,846 | 10,224 | 9,417  | 9,317  | 9,386  | [ 2 ] |
| 6号線 | 降車人員 | 1,310  | 1,732  | 6,479  | 8,974  | 11,109 | 11,668 | 11,044 | 10,038 | 9,738  | 9,731  | [ 2 ] |
| 6号線 | 乗降人員 | 2,507  | 3,387  | 12,662 | 17,536 | 21,796 | 22,513 | 21,268 | 19,455 | 19,056 | 19,117 | [ 2 ] |
| 路線  | 路線     | 2010年 | 2011年 | 2012年 | 2013年 | 2014年 | 2015年 |        |        |        |        | [ 2 ] |
| 6号線 | 乗車人員 | 9,457  | 9,033  | 8,840  | 8,668  | 8,719  | 8,094  |        |        |        |        | [ 2 ] |
| 6号線 | 降車人員 | 9,896  | 9,372  | 9,371  | 9,360  | 9,426  | 8,633  |        |        |        |        | [ 2 ] |
| 6号線 | 乗降人員 | 19,353 | 18,404 | 18,210 | 18,027 | 18,145 | 16,727 |        |        |        |        | [ 2 ] |

## 駅周辺
- 麻浦農水産物市場
- ソウルワールドカップ競技場[3]
- ワールドカップ公園
- ホームプラスワールドカップ店
- CGV上岩
- 城山市営アパート

## 隣の駅
ソウル交通公社
 6号線
デジタルメディアシティ駅 (618) - ワールドカップ競技場駅 (619) - 麻浦区庁駅 (620)